# Phaonia subconsobrina
Phaonia subconsobrina är en tvåvingeart som beskrevs av Ma 1992. Phaonia subconsobrina ingår i släktet Phaonia och familjen husflugor.
Artens utbredningsområde är Jilin (Kina). Inga underarter finns listade i Catalogue of Life.